# 2012 YF12
2012 YF12 est un objet transneptunien d'un diamètre estimé à environ 300 km de diamètre, faisant partie des cubewanos chauds.